# Абилов, Абуталиб Абилович
Абутали́б Аби́лович Аби́лов (1920, Уллугатаг, Дагестанская область — апрель 2012) — советский и российский историк, основатель и первый ректор Дагестанского государственного университета, заслуженный деятель науки РСФСР, заслуженный работник высшей школы Российской Федерации, профессор, доктор исторических наук.

## Биография
Родился в 1920 году в селе Уллугатаг Кюринского округа (ныне Сулейман-Стальского района). Его отец, Абил Гюкюлович Абилов, из-за трудной экономической ситуации, дабы содержать семью, вынужден был трудиться на нефтяных промыслах Баку. В 1929 году по желанию своего отца Абуталиб пошёл учиться в школу. В 1936 году окончил уллугатагскую семилетку, а в том же году поступил в Дербентский сельскохозяйственный техникум. За отличные успехи в учёбе решением совета педагогов он был зачислен в Московскую сельскохозяйственную академию им. Тимирязева. Однако из-за начала Великой Отечественной войны не смог окончить учёбу, поэтому Абуталиб возвращается в Дагестан и поступает в Педагогический институт имени Сулеймана Стальского. В 1943 году он заканчивает его заочно.

## Карьера
В мае 1943 года возглавил отдел пропаганды и агитации Касумкентского райкома ВКП(б). В сентябре 1944 года был назначен секретарём обкома ВЛКСМ по пропаганде и агитации. В июне 1945 года Абилов был направлен на учёбу в Высшую партийную школу при ЦК ВКП(б), где он проучился почти три года. В 1948 году его избрали первым секретарём Дагестанского обкома комсомола. В октябре 1949 года Абилов стал руководителем планово-финансового отдела, в 1950 году — заведующим сельскохозяйственным отделом. В 1952 году учится на курсах при Академии общественных наук, которую Абилов окончил с отличием, защитив диссертацию по проблемам культурного развития народов Дагестана. Абилова назначили заведующим сектором истории Дагестанского филиала Института марксизма-ленинизма при ЦК КПСС, а затем — его директором. В 1954 году Абилов был назначен директором Дагестанского педагогического института, который в 1957 году преобразовали в Дагестанский государственный университет им. В. И. Ленина. В 1960 году стал доктором исторических наук. Он являлся одним из зачинателей исследования истории дагестанской культуры. В течение 35 лет избирался депутатом Верховного Совета ДАССР, был председателем постоянной комиссии по народному образованию и культуре, председателем Верховного Совета. В ДГУ Абилов проработал 30 лет, до ухода на пенсию в 1987 году. Всю жизнь он прожил в скромном одноэтажном университетском доме.

## Вклад в развитие науки и культуры Дагестана
Абуталиб Абилов был одним из организаторов преобразования пединститута в университет. С открытием университета, статус города и республики стал заметно выше. Появление ДГУ стимулировало развитие образования и науки, общий культурный уровень населения республики ощутимо повысился. На момент образования ДГУ ему было всего 37 лет. Абилов особенное внимание уделял воспитанию научно-педагогических кадров и созданию материально-технической базы молодого вуза. В 1957 году в нём работали 146 преподавателей, из них 36 — кандидатов наук и только один доктор, профессор. К 1967 году число преподавателей возросло более чем в три раза, в том числе 11 докторов и 125 кандидатов наук. А в 1987 году в университете было 46 профессоров и более 300 кандидатов наук. Под руководством самого Абилова 30 человек успешно защитили диссертации.
По личному приглашению Абилова в молодом университете читали лекции ведущие специалисты из крупных вузов страны. Его инициативой было налаживание научных связей с известными учёными. Лучшие выпускники университета направлялись в аспирантуры центральных вузов, молодым талантливым преподавателям предоставлялись творческие отпуска для завершения своих исследований. Организаторский талант Абуталиба Абиловича в полной мере проявились при создании условий для научного роста, а также в умении придать постоянный импульс развитию.
При Абилове ДГУ объединил в себе научный потенциал всей республики и региона. Ректор приложил огромные усилия, чтобы вуз в целом рос и развивался, а Махачкала из небольшого провинциального города превратилась в университетский город. Возведённые им учебные корпуса, спортивный комплекс, планетарий и жилые дома для преподавателей придали облику города столичный вид. Перед уходом на пенсию осуществилась его многолетняя мечта: завершилось строительство научной библиотеки, одной из самых крупных на Северном Кавказе.
Он вёл активную общественную работу. Являлся вице-президентом обществ дружбы «СССР — Цейлон» и «СССР — Индия», неоднократно бывал в этих странах, принимал делегации оттуда в своём гостеприимном доме, вёл большую работу по интернациональному воспитанию дагестанской молодёжи.

## Награды
- Заслуженный деятель науки РСФСР
- Заслуженный деятель науки Дагестана
- Заслуженный работник высшей школы Российской Федерации
- три ордена Трудового Красного Знамени (в т.ч. 28.10.1948)
- Орден Дружбы народов (30.06.1980)[2]
- Распоряжение президента Российской Федерации о дополнительном и пожизненном материальном обеспечении.